# Чемпионат мира по стрельбе 1904
Чемпионат мира по стрельбе 1904 года прошёл в Лионе (Франция).

## Общий медальный зачёт
| Место | Страна    | Золото | Серебро | Бронза | Всего |
| ----- | --------- | ------ | ------- | ------ | ----- |
| 1     | Швейцария | 4      | 4       | 2      | 10    |
| 2     | Бельгия   | 2      | 0       | 1      | 3     |
| 3     | Италия    | 1      | 1       | 0      | 2     |
| 4     | Франция   | 0      | 1       | 4      | 5     |
| 5     | Аргентина | 0      | 1       | 0      | 1     |

## Медалисты

### Винтовка
| Дисциплина                                    | Золото                                                                                | Серебро                                                                                      | Бронза                                                              |
| --------------------------------------------- | ------------------------------------------------------------------------------------- | -------------------------------------------------------------------------------------------- | ------------------------------------------------------------------- |
| Винтовка с трёх позиций, 300 метров           | Конрад Штеели                                                                         | Жан Райх                                                                                     | Морис Лекок                                                         |
| Винтовка лёжа, 300 метров                     | Франсуа Ришёвель                                                                      | Ахилл Парош                                                                                  | Луи Ришарде                                                         |
| Винтовка с колена, 300 метров                 | Генрих Шелленберг                                                                     | Конрад Штеели                                                                                | Луи Ришарде                                                         |
| Винтовка стоя, 300 метров                     | Даниэле Боничелли                                                                     | Конрад Штеели                                                                                | Пауль ван Асбрук                                                    |
| Винтовка с трёх позиций, 300 метров (команды) | Швейцария · Акилле Пахло · Генрих Шелленберг · Конрад Штеели · Жан Райх · Луи Ришарде | Италия · Даниэле Боничелли · Раффаэле Фраска · Аттильо Конти · Чезаре Валерио · Рикардо Тичи | Франция · Дюре · Морис Лекок · Ахилл Парош · Леон Моро · Рафаэль Ру |

### Пистолет
| Дисциплина                                 | Золото                                                                            | Серебро                                                                                          | Бронза                                                               |
| ------------------------------------------ | --------------------------------------------------------------------------------- | ------------------------------------------------------------------------------------------------ | -------------------------------------------------------------------- |
| Произвольный пистолет, 50 метров           | Пауль ван Асбрук                                                                  | Пауль Пробст                                                                                     | Рафаэль Ру                                                           |
| Произвольный пистолет, 50 метров (команды) | Швейцария · Карл Хесс · Пауль Пробст · Луи Ришарде · Карл Рёдерер · Конрад Штеели | Аргентина · Хосе Фернандес · Марсело Кордова · Альберто Перо · Педро Партарри · Бенджамин Сегура | Франция · Каурет · Жан Фукони · Молини-Паже · Рафаэль Ру · Леон Моро |